# František Nonfried
František Nonfried (8. října 1910 Rakovník – 9. února 1975 Karlovy Vary) byl český sochař a keramik.

## Život a dílo
Narodil se v rodině majitele realit v Rakovníku Františka Nonfrieda a jeho manželky Josefiny, rozené Herzogové. Studoval na rakovnické reálce a teplické keramické škole, poté na Umělecko-průmyslové škole v Praze u profesora Drahoňovského. V roce 1933, kdy byl vojínem pomocné roty Vojenského zeměpisného ústavu, vytvořil pro tento ústav sádrové sousoší, znázorňující vojáky, připravené bránit republiku. V roce 1934 vytvořil portrét boxera Františka Nekolného. Poté ještě do roku 1935 studoval na pařížské Akademii des beaux-arts v ateliéru Charlese Despiaua.
Tvořil především sochy a plastiky, některé ve veřejném prostoru. Kromě Karlovarska, kde po válce žil, vystavoval také na salónech ve svém rodném městě, v Jízdárně Pražského hradu nebo i v Římě. Kromě vlastní tvorby působil dlouhá léta jako učitel na lidové škole umění ve Staré Roli.